# پنییگه
پِنییگه (به مجاری:  Penyige) یک منطقهٔ مسکونی در مجارستان است که در سابولچ-ساتمار-برگ واقع شده‌است. پنییگه ۱۸٫۸۹ کیلومتر مربع مساحت و ۷۶۸ نفر جمعیت دارد.